# Mistrovství Evropy v ledolezení
Mistrovství Evropy v ledolezení (anglicky UIAA Ice Climbing European Championship) je evropské kontinentální mistrovství v ledolezení. První závody se konaly v roce 2012 ve švýcarském Saas-Fee (obtížnost) a v ruském Kirově (rychlost). Pořádá jej Mezinárodní horolezecká federace (UIAA), jejímž členem je Český horolezecký svaz, který nominuje českou reprezentaci.
Závody jsou většinou součástí jednoho z kol světového poháru (v roce 2022 evropského poháru) a odečítají se z jeho výsledků, z počátku se střídaly s mistrovstvím světa sudý a lichý rok.
Mistrovství proběhlo v roce 2023 bez účasti ruských závodníků.

## Přehled mistrovství

### Kalendář
| Poř.  | Rok     | Místo      | Datum                 | Obtížnost | Obtížnost | Rychlost | Rychlost | Celkem m+ž |
| ----- | ------- | ---------- | --------------------- | --------- | --------- | -------- | -------- | ---------- |
| Poř.  | Rok     | Místo      | Datum                 | muži      | ženy      | muži     | ženy     | Celkem m+ž |
| I.    | ME 2012 | Saas-Fee   | 20.-21. ledna         |           |           | —        | —        | +          |
| I.    | ME 2012 | Kirov      | 9.-10. března         | —         | —         | 25       | 21       | +          |
| II.   | ME 2014 | UFA        | 28. února - 2. března |           |           |          |          | +          |
| III.  | ME 2016 | Rabenstein | 29.-31. ledna         | 48        | 24        | 28       | 19       | 76+43      |
| IV.   | ME 2018 | Kirov      | 2.-4. března          | 31        | 24        | 28       | 21       | 59+45      |
| V.    | ME 2020 | Saas-Fee   | 24.-25. ledna         | 41        | 25        | 22       | 18       | 63+43      |
| VI.   | ME 2021 | Champagny  | 22.-24. ledna         | 23        | 12        | 16       | 7        | 39+19      |
| VII.  | ME 2022 | Oulu       | 18.-20. února         | 57        | 25        | 30       | 22       | 87+47      |
| VIII. | ME 2023 | Champagny  | 23.-24. ledna         | 37        | 18        | 18       | 9        | 55+27      |

### Výsledky - muži
| Rok  | Obtížnost                           | Obtížnost         | Obtížnost           | Účast | Rychlost          | Rychlost          | Rychlost         |
| Rok  | zlato                               | stříbro           | bronz               | Účast | zlato             | stříbro           | bronz            |
| ---- | ----------------------------------- | ----------------- | ------------------- | ----- | ----------------- | ----------------- | ---------------- |
| 2012 | Maxim Tomilov                       | Ivan Ljuljukin    | Valentyn Sypavin    | +25   | Pavel Guljajev    | Kirill Kolčegošev | Nikolaj Šved     |
| 2014 | Alexej Tomilov                      | Maxim Tomilov     | Nikolaj Kuzovlev    | +     | Ivan Spicyn       | Alexej Vagin      | Nikolaj Kuzovlev |
| 2016 | Janez Svoljšak                      | Yannick Glatthard | Alexej Tomilov      | 48+28 | Radomir Proščenko | Jegor Trapeznikov | Pavel Batušev    |
| 2018 | Nikolaj Kuzovlev                    | Maxim Tomilov     | Alexej Maršalov     | 31+28 | Nikita Glazyrin   | Anton Sucharev    | Maxim Vlasov     |
| 2020 | Louna Ladevant                      | Nikolaj Kuzovlev  | Dmitriy Grebennikov | 41+22 | Anton Nemov       | Vadim Malshchukov | Nikita Glazyrin  |
| 2021 | Louna Ladevant                      | Nikolaj Kuzovlev  | Tristan Ladevant    | 23+16 | Danila Bikulov    | Anton Nemov       | Vladislav Iurlov |
| 2022 | Georgij Duplinskij Nikolaj Kuzovlev | —                 | Vadim Malshchukov   | 57+30 | Anton Nemov       | Danila Bikulov    | Pavel Shubin     |
| 2023 | Louna Ladevant                      | Benjamin Bosshard | Tristan Ladevant    | 39+18 | Florian Gantner   | Pauli Salminen    | David Bouffard   |

### Výsledky - ženy
| Rok  | Obtížnost           | Obtížnost            | Obtížnost            | Účast | Rychlost                 | Rychlost               | Rychlost            |
| Rok  | zlato               | stříbro              | bronz                | Účast | zlato                    | stříbro                | bronz               |
| ---- | ------------------- | -------------------- | -------------------- | ----- | ------------------------ | ---------------------- | ------------------- |
| 2012 | Angelika Rainer     | Anna Galljamovová    | Marija Tolokoninová  | +21   | Mariam Filippovová       | Marija Tolokoninová    | Julija Olejnikovová |
| 2014 | Marija Tolokoninová | Mariam Filippovová   | Naděžda Galljamovová | +     | Jekatěrina Feoktistovová | Marija Tolokoninová    | Marija Krasavinová  |
| 2016 | Petra Klinglerová   | Mariam Filippovová   | Jekatěrina Vlasovová | 24+19 | Marija Tolokoninová      | Jekatěrina Koščejevová | Mariam Filippovová  |
| 2018 | Marija Tolokoninová | Jekatěrina Vlasovová | Mariia Edler         | 24+21 | Valerija Bogdanová       | Marija Tolokoninová    | Natalja Běljajevová |
| 2020 | Marija Tolokoninová | Sina Goetz           | Marion Thomas        | 25+18 | Irina Dubovcevová        | Marija Tolokoninová    | Valerija Bogdanová  |
| 2021 | Marija Tolokoninová | Sina Goetz           | Jekatěrina Vlasovová | 12+7  | Marija Tolokoninová      | Irina Dubovcevová      | Valerija Bogdanová  |
| 2022 | Marija Tolokoninová | Jekatěrina Vlasovová | Daria Glotova        | 25+22 | Natalja Savická          | Irina Dubovcevová      | Iuliia Filateva     |
| 2023 | Petra Klinglerová   | Eimir McSwiggan      | Vivien Labarile      | 18+9  | Vivien Labarile          | Lorena Beck            | Olga Kosek          |

### Umístění českých závodníků
Nejlepších výsledků dosáhla Lucie Hrozová, která byla ve finále dvakrát čtvrtá v ledolezení na obtížnost. V ledolezení na rychlost dosáhla nejlepších výsledků Aneta Loužecká, když se umístila jednou na čtvrtém místě.
| Mistrovství     | Disciplína | Umístění | Jméno          |
| --------------- | ---------- | -------- | -------------- |
| 2012 Saas-Fee   | obtížnost  | 4.       | Lucie Hrozová  |
| 2012 Saas-Fee   | obtížnost  | 19.-20.  | Mirek Matějec  |
| 2012 Saas-Fee   | obtížnost  | 51.-52.  | Lukáš Pálka    |
| 2012 Saas-Fee   | obtížnost  | 51.-52.  | Petr Adámek    |
| 2014 Ufa        | obtížnost  | 4.       | Lucie Hrozová  |
| 2016 Rabenstein | rychlost   | 22.      | Milan Dvořáček |
| 2020 Saas-Fee   | obtížnost  | 21.      | Aneta Loužecká |
| 2020 Saas-Fee   | rychlost   | 11.      | Aneta Loužecká |
| 2021 Champagny  | obtížnost  | 6.       | Aneta Loužecká |
| 2021 Champagny  | rychlost   | 4.       | Aneta Loužecká |
| 2022 Oulu       | obtížnost  | 17.      | Aneta Loužecká |
| 2022 Oulu       | rychlost   | 10.      | Aneta Loužecká |

## Nejúspěšnější medailisté

### Muži
| Jméno            | Celkem | Zlato                                         | Stříbro | Bronz                               | Disciplíny         | Období         |
| ---------------- | ------ | --------------------------------------------- | ------- | ----------------------------------- | ------------------ | -------------- |
| Louna Ladevant   | 3      | Zlatá medaile · Zlatá medaile · Zlatá medaile | —       | —                                   | obtížnost          | 2020-          |
| Nikolaj Kuzovlev | 5 1    | · —                                           | · —     | Bronzová medaile · Bronzová medaile | obtížnost rychlost | 2014-          |
| Anton Nemov      | 2      | Zlatá medaile · Zlatá medaile                 | —       | —                                   | rychlost           | 2020-          |
| Maxim Tomilov    | 3 1    | · —                                           | · —     | — ·                                 | obtížnost          | 2012-2018 2018 |
| Alexej Tomilov   | 2      | Zlatá medaile                                 | —       | Bronzová medaile                    | obtížnost          | 2014-2016      |
| Nikita Glazyrin  | 2      | Zlatá medaile                                 | —       | Bronzová medaile                    | rychlost           | 2018-2020      |

### Ženy
| Jméno               | Celkem | Zlato | Stříbro                             | Bronz                               | Disciplíny         | Období              |
| ------------------- | ------ | --- | ----------------------------------- | ----------------------------------- | ------------------ | ------------------- |
| Marija Tolokoninová | 6      | Zlatá medaile · Zlatá medaile · Zlatá medaile · Zlatá medaile · Zlatá medaile · Zlatá medaile · Zlatá medaile | — ·                                 | · —                                 | obtížnost rychlost | 2012-               |
| Petra Klinglerová   | 2      | Zlatá medaile · Zlatá medaile                                                                                 | —                                   | —                                   | obtížnost          | 2016-               |
| Mariam Filippovová  | 2      | — · | · —                                 | — ·                                 | obtížnost rychlost | 2014-2016 2012-2016 |
| Irina Dubovcevová   | 3      | Zlatá medaile                                                                                                 | Stříbrná medaile · Stříbrná medaile | —                                   | rychlost           | 2020-               |
| Valerija Bogdanová  | 3      | Zlatá medaile                                                                                                 | —                                   | Bronzová medaile · Bronzová medaile | rychlost           | 2018-               |
| Vivien Labarile     | 2      | — · | —                                   | · —                                 | obtížnost rychlost | 2023-               |

### Vítězové podle zemí
| Pořadí | Země            | 2012 | 2014 | 2016 | 2018 | 2020 | 2021 | 2022 | 2023 | Celkem |
| ------ | --------------- | ---- | ---- | ---- | ---- | ---- | ---- | ---- | ---- | ------ |
| 1.     | Rusko           | 3    | 4    | 2    | 4    | 3    | 3    | 5    | -    | 24     |
| 2.     | Francie         |      |      |      |      | 1    | 1    |      | 1    | 3      |
| 2.     | Švýcarsko       |      |      | 1    |      |      |      |      | 2    | 3      |
| 4.     | Itálie          | 1    |      |      |      |      |      |      |      | 1      |
| 4.     | Slovinsko       |      |      | 1    |      |      |      |      |      | 1      |
| 4.     | Lichtenštejnsko |      |      |      |      |      |      |      | 1    | 1      |
| 6      | Celkem          | 4    | 4    | 4    | 4    | 4    | 4    | 5    | 4    | 33     |

### Medaile podle zemí
| Pořadí | Země            | 2012 | 2014 | 2016 | 2018 | 2020 | 2021 | 2022 | 2023 | Celkem |
| ------ | --------------- | ---- | ---- | ---- | ---- | ---- | ---- | ---- | ---- | ------ |
| 1.     | Rusko           | 10   | 12   | 9    | 12   | 9    | 9    | 12   | -    | 73     |
| 2.     | Švýcarsko       |      |      | 2    |      | 1    | 1    |      | 4    | 8      |
| 3.     | Francie         |      |      |      |      | 1    | 2    |      | 2    | 4      |
| 4.     | Lichtenštejnsko |      |      |      |      |      |      |      | 2    | 2      |
| 5.     | Ukrajina        | 1    |      |      |      |      |      |      |      | 1      |
| 5.     | Itálie          | 1    |      |      |      |      |      |      |      | 1      |
| 5.     | Slovinsko       |      |      | 1    |      |      |      |      |      | 1      |
| 5.     | Finsko          |      |      |      |      |      |      |      | 1    | 1      |
| 5.     | Rumunsko        |      |      |      |      |      |      |      | 1    | 1      |
| 5.     | Irsko           |      |      |      |      |      |      |      | 1    | 1      |
| 5.     | Polsko          |      |      |      |      |      |      |      | 1    | 1      |
| 11     | Celkem          | 12   | 12   | 12   | 12   | 12   | 12   | 12   | 12   | 96     |